# Ministerio de Medio Ambiente y Recursos Naturales (El Salvador)
El Ministerio de Medio Ambiente y Recursos Naturales (MARN) es la entidad gubernamental encargada de la gestión ambiental de El Salvador. El organismo tiene como misión revertir la degradación ambiental y la reducción de riesgos socioambientales. Asimismo, es el encargado de realizar la política nacional del medio ambiente.

## Historia
Los antecedentes de protección al medio ambiente en El Salvador iniciaron en 1981 con la creación del Servicio de Parques Nacionales y Vida Silvestre como una unidad especializada de la Dirección General de Recursos Naturales del Ministerio de Agricultura y Ganadería. Para 1994 fue aprobada la Ley de Conservación de Vida Silvestre. Ese mismo año fue creada la Secretaría Ejecutiva del Medio Ambiente (SEMA), adscrita al Ministerio de Planificación y Coordinación del Desarrollo Económico y Social (MIPLAN).
El Ministerio de Medio Ambiente y Recursos Naturales fue establecido mediante Decreto Ejecutivo n.º 27 del 16 de mayo de 1997, publicado en Diario Oficial n.º 88 Tomo n.º 335 de la misma fecha. En 1998, por Decreto Legislativo de fecha 2 de marzo, fue aprobada la Ley del Medio Ambiente, publicada en Diario Oficial n.º 79, Tomo n.º 339 de fecha 4 de mayo de 1998. Tres años después fue instituido el Servicio Nacional de Estudios Territoriales (SNET), como una entidad desconcentrada adscrita a este ministerio. Los cuales son gubernamentales y no gubernamentales.

## Nivel Estratégico, Misional, de Soporte y Adscritas
Nivel Estratégico:
- Unidad de Auditoría Interna.
- Unidad de Planificación y Desarrollo Institucional.
- Gerencia de Comunicaciones.
- Dirección Legal.
- Dirección de Cooperación, Convenios y Cambio Climático.
- Dirección Ejecutiva.

Nivel Misional:
- Dirección General del Observatorio de Amenazas y Recursos Naturales.
- Dirección General de Evaluación y Cumplimiento Ambiental.
- Dirección General de Seguridad Hídrica.
- Dirección General de Gestión Territorial.
- Dirección General de Ecosistemas y Biodiversidad.

Nivel de Soporte:
- Unidad Financiera Institucional.
- Dirección General Administrativa.

Nivel de Adscritas:
- FONAES.

## Ministros de Medio Ambiente y Recursos Naturales
| Número | Ministro                                                                                   | Periodo   |
| ------ | ------------------------------------------------------------------------------------------ | --------- |
| 1.º    | Lic. Miguel Eduardo Araujo Padilla                                                         | 1997-1999 |
| 2.º    | Dra. Ana María Majano Guerrero                                                             | 1999-2002 |
| 3.º    | Ing. José Walter Jokisch Restrepo                                                          | 2002-2004 |
| 4.º    | Lic. Hugo César Barrera Guerrero (El implementó el sistema de denuncias ambientales (#919) | 2004-2006 |
| 5.º    | Ing. Carlos José Guerrero Contreras                                                        | 2006-2009 |
| 6.º    | Ing. Herman Rosa Chávez                                                                    | 2009-2014 |
| 7.º    | Lcda. Lina Dolores Pohl Alfaro                                                             | 2014-2019 |
| 8.º    | Arq. Fernando López Larreynaga                                                             | 2019-     |

 9°